# Thermochronologie

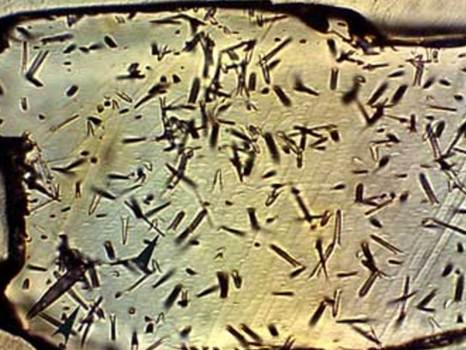
Traces de fission révélées dans un minéral observé au microscope optique.

La thermochronologie est la datation ou l'estimation de la durée d'un ou plusieurs épisodes thermiques vécus par un minéral, une roche ou un groupe de roches. Durant et après leur formation, les roches sont soumises à des variations de température importantes principalement liées au gradient géothermique et à la circulation de fluides. Dans les cas les plus favorables, la thermochronologie permet de reconstituer l'histoire thermique d'une roche ou d'une formation géologique.
De nombreuses méthodes de géochronologie ressortissent en fait à la thermochronologie. En sédimentologie, la thermochronologie est un outil majeur des analyses de source-to-sink.

## Méthodes liées à une datation radiométrique
La thermochronologie se base sur la datation radiométrique de certains éléments radiogéniques ainsi que l'étude des traces de fissions. Différentes méthodes se caractérisent par des températures de fermeture (température de la roche au temps donné par son âge isotopique) différentes, permettant, en combinant différentes approches, la reconstitution de l'histoire thermique d'une roche.
Une étude thermochronologique classique inclut les dates d'un certain nombre d'échantillons de roches de différents points d'une région, souvent suivant un transect vertical le long d'un canyon, d'une falaise ou d'une pente. Ces échantillons sont ensuite datés. Avec une certaine connaissance de la thermicité du sous-sol et du gradient géothermique (en moyenne 30 °C/km dans la croûte supérieure), ces dates sont traduites en profondeurs. On sait alors qu'à un moment donné (âge donné par la datation radiométrique), l'échantillon était à une température donnée (température de fermeture) et donc à une profondeur donnée (fonction du gradient géothermique local). Si l'échantillon a été prélevé en surface (par opposition à un échantillon issu d'une carotte), ce procédé donne donc le taux d'exhumation de la roche.
Les systèmes isotopiques les plus utilisés pour la thermochronologie incluent la datation par traces de fissions sur zircon et apatite, la datation potassium-argon et argon-argon sur apatite, l'uranium-thorium-hélium sur zircon et apatite, et datations 4He/3He.

## Méthodes liées à des zonages chimiques
La diffusion chimique est gouvernée par la seconde loi de Fick qui implique un coefficient qui est une fonction fortement croissante de la température : elle est d'autant plus efficace que la température est plus élevée pendant plus longtemps. Les profils de concentration chimique (d'un élément chimique ou d'un autre) à travers un cristal (typiquement, du cœur vers la périphérie), dits profils de diffusion, permettent donc réciproquement, au moins en principe, de remonter à l'histoire thermique du cristal.
Quand on dispose de plusieurs profils concernant des éléments dont les coefficients de diffusion dépendent différemment de la température, on peut contraindre l'histoire thermique en encadrant la fonction {\displaystyle T(t)} (température en fonction du temps) pendant un certain événement, par exemple le refroidissement d'une roche. Si l'on dispose de contraintes indépendantes sur la température, un seul ou quelques profils permettent de dater un événement ou d'en estimer la durée (on parle alors de géovélocimétrie).